# Битка при Бойн
Битката при Бойн (на английски Battlе of the Boyne) се състои на 1 юли 1690 г. като част от Деветгодишната война. На брега на река Бойн в Ирландия се срещат армиите на сваления английски крал Джеймс II и на новия крал Уилям III. Битката е известна също с името Дрогеда, по близкия град. Завършва с победа на „уилямитите“, тоест на протестантите и слага край на опита на Джеймс да си върне престола.

## Ситуацията след Славната революция
Битката при Бойн е последица от състоялата се през 1688-1689 г. Славна революция в Англия. Управлението на Джеймс ІІ Стюарт (1685-1688) довежда до напрежение в английското общество, тъй като кралят е явен католик, докато мнозинството от поданиците му са протестанти. Освен това той смята, че трябва да упражнява абсолютна власт, а парламентът е на противното мнение - той се стреми към конституционна монархия от аристократичен тип. Парламентаристите се обръщат към холандския щатхаутер Вилем ІІІ, който е зет на Джеймс, женен за неговата сестра Мери, протестантка. Предлагат му да нахлуе в Англия и да свали Джеймс от престола. Корабите на претендента се отклоняват поради буря в Ла Манш и се оказват в залива Торбей, така че той спокойно стоварва войските си на брега. Приветстван от населението, той влиза победоносно в Лондон, докато законният крал бяга в Ирландия. Там той е много по-популярен, тъй като повечето ирландци също са католици.
Джеймс разполага с подкрепата на френския крал Луи ХІV. Франция изпраща 6000 души на помощ на католическата кауза начело с херцог дьо Льозюн. Но мнозинството от войниците, които Джеймс събира, са обикновени ирландци. Влиятелният Патрик Сарсфийлд събира около 20 души и притиска английските заселници в северна Ирландия (Ълстър). След като стабилизира положението си в Лондон, новият крал Уилям ІІІ (по случайност той носи номер трети и в двете държави, които управлява) решава да се притече на помощ на протестантите в Ирландия. Така започва „Войната на двамата крале“. Холандецът успява да мобилизира много повече и по-добре обучени войници. Слиза край Карикфъргъс и напредва на юг, а там, край река Бойн, Джеймс се е укрепил и го очаква.

## Развой на битката

### Датата
За дата на битката могат да се видят различни мнения. Според някои автори тя се е случила на 11 юли, според други - на 12. Разликата идва от това, че различно се изчислява отстоянието от стария Юлиански към сегашния Грегориански календар. Всъщност сблъсъкът се състои на 1 юли и трета група автори приемат тъкмо този ден.

### Съотношение на силите
В своя отчет до парламента Уилям ІІІ оценява своите сили на 34 560 души. От тях 9300 са конници. Според преценката му противниците му са с десет хиляди по-малко. Действително, знае се, че в редиците на Джеймс има около 25 000 войници (или 23 000 според други данни), неговата армия отстъпва и по сила на артилерията. Според мнението на повечето историци той няма достатъчно добри офицери. Самият крал, макар че има богат военен опит, не е достатъчно решителен командир. Той е склонен да загубва самообладание в критични моменти и бързо се отчайва. Докато хората на Уилям са опитни и добре въоръжени (главно холандци и датчани), при Джеймс повечето са новобранци, само един на петима има мускет, а някои са въоръжени дори с вили и коси. Но за ирландците това не е толкова религиозна или династична война, а борба за запазване на националната независимост. По времето на Оливър Кромуел много англичани са се заселили на острова им, отнели са земите им и надеждата е, че под лидерството на Джеймс това ще спре.

### Ход на битката
В тази война двете страни получават специфични имена - уилямити и якобити. Якобитите се наричат така по латинския вариант на името на Джеймс - Якоб. Уилямитите достигат позициите при Бойн в края на юни. В деня преди битката Уилям ІІІ внимателно оглежда бродовете през реката. Той попада под артилерийски обстрел и едва не е убит, измъквайки с лека рана. На 1 юли той изпраща конницата да заобиколи позициите на джакобитите отдясно, през местността Рафгрейндж. Атаката се води от сина на френския маршал Шомберг, а самият маршал е напуснал Франция, тъй като е хугенот, преминавайки на английска служба. Тази маневра не успява, отблъсната от ирландската конница. Тогава Уилям пуска пехотата си през бродовете близо до град Дрогеда, известни с името Олдбридж. Използвайки прикритието на силната си артилерия холандците форсират реката. В крайна сметка и те са принудени да отстъпят, притиснати от конницата на Джеймс ФицДжеймс, херцога на Бъруик (син на Джеймс ІІ). В мелето уилямитите дават тежки жертви - загиват помощниците на техния крал Шомберг и Джордж Уокър. Решителен момент в битката е намесата на тяхната конница. Все още в района на Олдбридж тя атакува противника по фланга и го отблъсква назад. Този частичен успех кара една част от неопитната армия на Джеймс да побегне. Загубил увереността си, той нарежда отстъпление, което протича в добър ред. Въпреки всичко джакобитите не позволяват да бъдат разгромени.

## Последици
Армията на Джеймс дава едва 1500 убити, докато тази на Уилям - между 500 и 700. Малобройните жертви не пречат битката да получи голямо значение. Тя е решителна в стремежа на Уилям ІІІ да се наложи на Британските острови. След нея католиците могат само да се отбраняват. Скоро без съпротива пада Дъблин, а на следващата година - и последната крепост на джакобитите, Лимерик. Тя остава затъмнена от две други битки, спечелени от французите - при Фльорюс в Нидерландия и морската при нос Бийчи хед, случили се почти по същото време. Само тя обаче води до несъмнени ползи за победителите. Затова, противно на фактите, тя често е наричана „съкрушителна победа“ на Уилям ІІІ.
През следващите векове битката при Бойн става символ на британското присъствие в Северна Ирландия и е натоварена с голям емоционален заряд. Всяка година в средата на юли орденът на оранжистите (последователи на каузата на Уилям ІІІ) организира поход в чест на победата. Това се счита за провокация от католиците и често води до сблъсъци. През 1923 г. ИРА взривява монумент посветен на битката и паметник на Уилям ІІІ, твърдейки, че с негова помощ е започнал краят на ирландската независимост.